# Челевец
Челевец или Человец (на македонска литературна норма: Челевец) е село в Северна Македония, в община Демир Капия.

## География
Селото е разположенона Челевечката река, североизточно от град Демир Капия.

## История
В XIX век Челевец е едно от деветте юрушки села в Тиквешка кааза на Османската империя. Според статистиката на Васил Кънчов („Македония. Етнография и статистика“) от 1900 г. Человецъ има 283 жители, всички турци.
По данни на българското военно разузнаване в 1908 година Челевец заедно с Иберли и Кошарка е едно от трите турски села в Тиквеш.